# Казахский народный танец
Казахский народный танец — казахское народное танцевальное искусство, представленное как в самодеятельности, так и на профессиональной сцене. Культура казахского народного танца отражается и на традициях казахского балета.

## Особенности
Традиционное искусство казахского народного танца (би) характеризуется значительным количеством подражательных элементов. До нашего времени сохранились трудовые танцы (например, ормек би — танец ткачей, шалкыма — танец девушки, разносящей кумыс), шуточные танцы (также известные как насыбайши), охотничьи танцы (коян би — подражание охоте беркута на зайца, кусбегы-дауылпаз — имитация обучения сокола охоте, ор теке — подражание прыжкам архара или горного козла, тепенкок и кара жорга — подражание бегу лошади, аю би — «медвежья пляска», бура би — «танец верблюжонка», каз катар — подражание полёту стаи гусей и т. д.). Подражательные движения «кус-канаты» (крылья птиц) и «кос-муйиз» (рога) стали стандартными позициями казахского народного танца.
Казахский народный танец характеризуется экспрессивностью исполнения, чередованием быстрых и размеренных движений, активной работой плеч и суставов. Женские танцы характеризовались намного большей плавностью движений и упором на пластику рук. Основой исполняемого номера непременно является импровизация. Танец обычно сопровождался би кюем — энергичным аккомпанементом домбры или барабана.
Широкое распространение в традиционном казахском обществе получили лирические театрализованные танцы с пением, танцы-хороводы, танцы с предметами, а также утыс би — импровизационные танцы-состязания. Танцами неизменно сопровождались празднества, связанные с трудовым календарём. Специфической составляющей казахской джигитовки была пляска на коне.

## Народно-сценический казахский танец
Казахский народный танец стал осваиваться профессиональными исполнителями во 2-й половине 1930-х годов в соответствии с тенденцией, общей для всего СССР. С того времени на сцене ГАТОБ им. Абая неоднократно ставились спектакли, в которых использовались элементы казахского народного танца.
Первым балетным номером, основанным на приёмах казахского народного танца, стал «Келиншек» — танец в составе спектакля Мухтара Ауэзова «Айман — Шолпан». Номер поставила и сама исполнила на сцене Казахского музыкального театра (ныне Казахский театр оперы и балета имени Абая) ученица хореографа Александра Александрова Шара Жиенкулова. Балетные номера, основанные на казахском народном танце, входили и в состав оперы Евгения Брусиловского «Кыз-Жибек»  (1936, балетмейстер Александр Александров). В 1937—1940 годах были поставлены первые казахские национальные балетные спектакли: «Калкаман и Мамыр» Василия Великанова (балетмейстер Л. А. Жуков), «Весна» Ивана Надирова (балетмейстер Александр Чекрыгин).
Одним из основоположников казахского народно-сценического танца является Даурен Тастабекович Абиров. Он осуществил большой вклад в его сбор, сохранение и распространение по всей республике, способствуя его включению в репертуар множества ансамблей, балетных спектаклей, а также как учебной дисциплины в высших и среднеспециальных учебных организациях (КазНацЖенПУ, КазНАИ имени Т. Жургенова и др.)
Во время Великой Отечественной войны в Алма-Ату были эвакуированы многие деятели балетного искусства СССР. Это послужило мощным импульсом к развитию казахского национального балетного искусства. В 1950-е —1960-е годы происходило становление таких звёзд казахского балета, как 3аурбек Райбаев, Сара Кушербаева, Абдуахим Асылмуратов, Булат Аюханов и др.
В 1960-е годы в Казахской ССР возникают новые танцевальные коллективы: Государственный ансамбль танца «Молодой балет Алматы» (ныне Государственный академический театр танца Республики Казахстан), ансамбли народного танца «Гульдер», «Алтынай», «Салтанат».

## Национальные танцы
- Балбырауын (танец)
- Ор теке
- Кусбегы-дауылпаз
- Кос алка
- Кара жорга
- Буркит-би
- Былкылдак (танец)
- Кудаша